# John R. J. Groves
John Richard James Groves ist ein australischer Mathematiker, der sich mit geometrischer Gruppentheorie befasst.
Groves studierte an der University of Oxford (Bachelor-Abschluss) und wurde 1971 bei László Kovács an der Australian National University promoviert (Varieties of soluble groups). Später war er Associate Professor an der Universität Melbourne.
Mit Robert Bieri führte er früh Konzepte der Tropischen Geometrie in die Gruppentheorie ein und ist damit einer der Pioniere der Tropischen Geometrie.